# Florian Bogacki
Florian Bogacki (ur. 2 stycznia 1930 w Czudcu, w powiecie strzyżowskim na Podkarpaciu, zm. 21 kwietnia 2005) – polski oficer, pułkownik ludowego Wojska Polskiego, były dowódca 12 Dywizji Zmechanizowanej w Szczecinie. 

## Życiorys
Florian Bogacki rozpoczął służbę w Oficerskiej Szkole Piechoty nr 2 w Jeleniej Górze w 1948 r. Po ukończeniu nauki jako podporucznik objął funkcję dowódcy plutonu fizylierów, a następnie plutonu zwiadu w 45 Pułku Piechoty w Siedlcach z 3 Dywizji Piechoty. W listopadzie 1950 r. skierowany na kurs oficerów zwiadu w Wyższej Szkole Piechoty, po którym został pomocnikiem szefa Wydziału II w sztabie 24 Dywizji Piechoty w Zambrowie.  
W latach 1952–1955 słuchacz fakultetu ogólnowojskowego w Akademii Sztabu Generalnego im. gen. broni Karola Świerczewskiego. W latach 1955–1957 szef sztabu 26 Pułku Piechoty z 9 Dywizji Piechoty, a następnie pomocnik szefa Wydziału I Operacyjnego ds. Racjonalizacji i Wynalazczości w sztabie Warszawskiego Okręgu Wojskowego i starszy oficer operacyjny w tym samym wydziale. W roku 1961 został słuchaczem Wyższego Kursu Akademickiego przy Wojskowej Akademii Artylerii w Leningradzie. Po jego ukończeniu starszy oficer, a potem szef wydziału w Oddziale I Operacyjnym w sztabie Warszawskiego Okręgu Wojskowego. Ukończył półroczny Kurs Badań Operacyjnych przy Akademii Sztabu Generalnego im. gen. broni Karola Świerczewskiego w Rembertowie. W roku 1967 objął stanowisko szefa sztabu – zastępca dowódcy 1 Dywizji Zmechanizowanej w Legionowie. 
W latach 1967–1970 attaché wojskowy, morski i lotniczy przy Ambasadzie PRL w Helsinkach. Od 1970 r. w dyspozycji Zarządu II Sztabu Generalnego Wojska Polskiego, a następnie szef sztabu – zastępca dowódcy i pełniący obowiązki dowódcy 6 Pomorskiej Dywizji Powietrznodesantowej w Krakowie. Od roku 1973 słuchacz Wojskowej Akademii Sztabu Generalnego Sił Zbrojnych ZSRR im. Woroszyłowa w Moskwie i po jej ukończeniu został skierowany na praktykę na stanowisku szefa Oddziału I Operacyjnego Warszawskiego Okręgu Wojskowego. Od 7 lipca 1976 do 23 lipca 1978 był dowódcą 12 Dywizji Zmechanizowanej im. Armii Ludowej w Szczecinie. 
W latach 1978–1979 w dyspozycji Departamentu Kadr MON, następnie główny specjalista w Zarządzie I Operacyjnym Sztabu Generalnego Wojska Polskiego. Od roku 1980 szef Oddziału I Operacyjnego – zastępca szefa sztabu Warszawskiego Okręgu Wojskowego. W roku 1982 ukończył Kurs Operacyjno–Strategiczny w Akademii Wojskowej Sztabu Generalnego Sił Zbrojnych ZSRS im. Woroszyłowa. W latach 1986–1991 piastował stanowisko zastępcy szefa Inspekcji Sił Zbrojnych. W roku 1991 zwolniony z zawodowej służby wojskowej z powodu ukończenia 60. roku życia i przeniesiony w stan spoczynku. 
Był żonaty z Ireną Bogacką (1928-1994). Zmarł 21 kwietnia 2005. Pochowany został na Cmentarzu Wojskowym na Powązkach (kwatera G-1-61).

## Odznaczenia
- Krzyż Kawalerski Orderu Odrodzenia Polski
- Złoty Krzyż Zasługi
- Złoty Medal „Siły Zbrojne w Służbie Ojczyzny”
- Srebrny Medal „Siły Zbrojne w Służbie Ojczyzny”
- Brązowy Medal „Siły Zbrojne w Służbie Ojczyzny”
- Złoty Medal „Za Zasługi dla Obronności Kraju”
- Srebrny Medal „Za Zasługi dla Obronności Kraju”
- Brązowy Medal „Za Zasługi dla Obronności Kraju”